# Laternula erythraea
Laternula erythraea is een tweekleppigensoort uit de familie van de Laternulidae. De wetenschappelijke naam van de soort is voor het eerst geldig gepubliceerd in 1993 door Morris & Morris.